# Amilcare Puviani
Amilcare Puviani (1854-1907) est un économiste italien né à San Felice sul Panaro, dans la province de Modène, précurseur de l'école des choix publics et fondateur de la théorie de l'illusion fiscale.
Il est principalement connu pour ses études sur les causes et les conséquences des impôts et leur impact psychologique.

## Biographie
Amilcare Puviani mène des études de droit à l'Université de Bologne. Il s'y diplôme le 29 juillet 1876 avec les félicitations du jury. Sa thèse porte sur la prévention indirecte (Della prevenzione in generale e specialmente della prevenzione mediata).
Il étudie par la suite les sciences économiques, à l'Université de Pérouse et y devient professeur en 1893, après un concours,.
En 1903, il publie un ouvrage sur la Théorie de l'illusion fiscale, Teoria della illusione finanziaria (Palerme, 1903), la première analyse systématique des causes et des conséquences des impôts et des missions publiques italiens.
Tombé dans l'oubli, il fut redécouvert par Mauro Fasiani qui le mentionna dans ses Principii di Scienza delle Finanze. Ce renouveau d'intérêt amena à la publication d'une traduction allemande de la Teoria della illusione finanziaria en 1960, puis une traduction espagnole en 1972 .

## Théorie de l'illusion fiscale
La théorie de l'illusion fiscale telle que définie par Amilcare Puviani est développée dans deux ouvrages fondateurs : Teoria della illusione nelle entrate pubbliche (Perugia, 1897) et Teoria della illusione finanziaria (Palerme, 1903).
Amilcare Puviani y décrit principalement les ressorts psychologiques des impôts et taxes au sens large. D’après Puviani, le système fiscal est constellé de taxes qui, si elles étaient comprises par les contribuables, seraient refusées par ces derniers. C’est le cas par exemple des taxes cachées dans le prix des produits, telles que les taxes de douanes. Les ressources financières, selon Puviani, sont attribuées de préférences aux classes dirigeantes, et cela dans l’ignorance des classes populaires qui sont maintenues dans l'ignorance par des illusions financières favorisées par un manque de transparence dans les bilans, qui sont longs et trop complexes ou lorsqu'on invoque des fausses raisons aux prélèvements fiscaux, telle qu’une catastrophe naturelle, alors même que les prélèvements se poursuivent après que les effets de la catastrophe ont été résorbés.
Les travaux d'Amilcare Puviani sur la théorie de l'illusion fiscale peuvent se résumer dans les onze points de l'aide-mémoire qu'il fait aux États qui voudraient prélever le plus d'impôts possible à leurs contribuables :
1. Utiliser des taxes indirectes plutôt que directes, de manière qu'elles soient dissimulées dans le prix des biens.
2. Favoriser l'inflation, par laquelle l'État réduit la valeur des avoirs de tout le monde.
3. Emprunter, de manière à postposer la taxation nécessaire.
4. Taxer les dons et le luxe, car les taxes accompagnent la réception d'un don ou l'achat de quelque chose de spécial, rendant l'inconfort de la taxe moins important.
5. Taxes « temporaires » urgentes, qui d'une manière ou d'une autre ne s'arrêtent jamais même lorsque l'urgence n'est plus.
6. Taxes qui exploitent les conflits sociaux en plaçant des taxes plus élevées sur les groupes impopulaires.
7. Menacer d'effondrement social ou la perte du monopole des services sociaux ou gouvernent si les taxes sont réduites.
8. Accumuler la totalité de l'impôt en de relativement petits incréments de temps en temps plutôt qu'en une grosse somme annuellement
9. Pour les taxes dont on ne peut prédire les conséquences, maintenir le contribuable dans l'ignorance de ce qu'il paie.
10. Rendre les budgets extraordinairement complexes de manière à en empêcher la compréhension par le public.
11. Utiliser des catégories générales de dépenses de manière à rendre difficile la compréhension des postes individuels du budget pour l'opposition.

Les travaux d'Amilcare Puviani sur la théorie de l'illusion fiscale ont notamment inspiré James Buchanan, économiste américain né en 1919 et prix Nobel de l’économie pour ses travaux sur la théorie des choix publics.